# 花柳廸彦太
花柳廸彦太（はなやぎ みちひこた）は、日本舞踊家。身長168cm、体重50kg。血液型A型。

## 経歴
- 兵庫県芦屋市に生まれる。
- 1980年 - 祖母の花柳芳廸のもとで日本舞踊を始める。
- 1983年 - 初舞台。
- 1988年 - 花柳芳綱に師事する。
- 1995年 - 花柳流普通部試験に合格し、家元に名前を許され、花柳廸彦太を名乗る。
- 1998年 - 花柳流専門部試験に合格し、師範の資格を許される。
- 2005年 - 花柳輔蔵と組んでユニット「我風」を結成する。

## 出演

### テレビ
- 第56回NHK紅白歌合戦（2005年、NHK）
- なるトモ!（2006年、読売テレビ）
- ぐるっと関西（2006年、NHK）
- NHK歌謡コンサート（2006年、NHK）
- 未来図鑑（2006年、BSジャパン）
- 第57回NHK紅白歌合戦（2006年、NHK）
- おしゃれ工房（2007年、NHK）
- おネエ★MANS(2008年、日本テレビ)